# Fleur Jaeggy
Fleur Jaeggy (* 31. Juli 1940 als Annemarie Claude Fleur Jaeggy in Zürich) ist eine italienischsprachige Schweizer Schriftstellerin.

## Leben
Fleur Jaeggy hat einen Schweizer Vater und eine italienische Mutter. Sie wuchs jedoch nicht bei ihren Eltern, sondern der Reihe nach bei einer Verwandten im Tessin, in einer Klosterschule, im Voralpinen Töchterinstitut Buser in Teufen, in einem Internat am Bodensee und schliesslich in einem römischen Institut auf. In Rom lernte sie unter anderem Ingeborg Bachmann kennen, die sie zum Schreiben ermutigte. Sie lebt seit 1968 in Mailand und war bis zu dessen Tod mit dem italienischen Schriftsteller und Verleger Roberto Calasso (1941–2021) verheiratet. Sie war unter anderem mit Joseph Brodsky und Oliver Sacks näher bekannt.
Neben dem Schreiben war Jaeggy auch als Texterin und Diseuse für den Cantautore Franco Battiato, als Fotomodell für die Frauenzeitschrift Grazia und unter dem Pseudonym Fleur Mombelli als Malerin tätig.
2024 Jahr erhielt sie den Gottfried-Keller-Preis, 2025 den Schweizer «Grand Prix Literatur».

## Werk
Ihr bekanntestes Werk, die Novelle Die seligen Jahre der Züchtigung, in der das Leben in einem Mädchenpensionat im Appenzellerland der 1960er Jahre seziert wird, erschien 1989. Es wurde 2006 in die zwanzigbändige Buchreihe «Schweizer Bibliothek» aufgenommen.
Jaeggys Sprache sei dicht, knapp, geprägt durch Reduktion und den Kunstgriff des scheinbar nicht reflektierenden «Eins-zu-eins»-Erzählens. Sie schreibt auf Italienisch, doch ihre Bücher werden ins Deutsche übersetzt und ihre Stoffe sind schweizerisch: Das Bürgertum wird kritisiert, die Enge und Kälte. Es wird ein gelähmtes Land beschrieben. Ihre Prosa wurde mit jener Robert Walsers oder mit Fritz Zorns Kultbuch Mars verglichen, wobei bei ihr im Unterschied zu letzterem «jede direkte Anklage» fehle.
Jaeggy war auch als Übersetzerin tätig: 1972 hat sie Marcel Schwobs Vies imaginaires und 1983 von Thomas De Quincey The Last Days of Immanuel Kant sowie Robert Schumanns Musikalische Haus- und Lebensregeln ins Italienische übersetzt. 
Ab 2024 erscheint im Suhrkamp Verlag eine Gesamtausgabe ihres Werks.

## Veröffentlichungen
- Il dito in bocca. Adelphi, Mailand 1968.
- L’angelo custode. Adelphi, Mailand 1971.
- Le statue d’acqua. Adelphi, Mailand 1980.
  - Wasserstatuen. Aus dem Italienischen von Anna Wheill. Matthes & Seitz, München 1984, ISBN 3-88221-349-3.
- I beati anni del castigo. Adelphi, Mailand 1989.
  - Die seligen Jahre der Züchtigung. Novelle. Aus dem Italienischen von Barbara Schaden. Berlin Verlag, Berlin 1996. Neuauflage: Suhrkamp, Berlin 2024, ISBN 978-3-518-47427-3.
- La paura del cielo. Adelphi, Mailand 1994.
  - Die Angst vor dem Himmel. Erzählungen. Aus dem Italienischen von Barbara Schaden. Berlin Verlag, Berlin 1997. Neuauflage: Suhrkamp, Berlin 2024, ISBN 978-3-518-47428-0.
- Proleterka. Adelphi, Mailand 2001.
  - Proleterka. Roman. Aus dem Italienischen von Barbara Schaden. Berlin Verlag, Berlin 2002, ISBN 3-8270-0481-0. Neuauflage: Suhrkamp, Berlin 2024, ISBN 978-3-518-47437-2.
- Vite Congetturali. Adelphi, Mailand 2009.
- Der schwarze Spitzenschleier. Erzählung. Aus dem Italienischen von Barbara Villiger Heilig. In: Neue Zürcher Zeitung, 8. Dezember 2012. online
- Sono il fratello di XX. Adelphi, Mailand 2014.
  - Ich bin der Bruder von XX. Erzählungen. Aus dem Italienischen von Barbara Schaden. Suhrkamp, Berlin 2024, ISBN 978-3-518-43166-5.

## Auszeichnungen
- 1990: Premio Bagutta für Die seligen Jahre der Züchtigung
- 1994: Premio Alberto Moravia für Die Angst vor dem Himmel
- 1998: Prix Lipp Zurich für Die Angst vor dem Himmel[8]
- 2002: Premio Viareggio für Proleterka
- 2003: Best Book of the Year des Times Literary Supplement für Proleterka
- 2015: Premio letterario internazionale Giuseppe Tomasi di Lampedusa für Ich bin der Bruder von XX
- 2024: Gottfried-Keller-Preis
- 2025: Schweizer «Grand Prix Literatur»